# Grand Théâtre de Provence

Ansicht von Südost

Ansicht von Nordost

Das Grand Théâtre de Provence ist ein Theater in Aix-en-Provence im neuen Stadtteil Sextius Mirabeau. Für die Gestaltung der Räume wurde ein Symbol von Aix genutzt: auf der Außenseite erinnern Steine verschiedener Farben an ihre Herkunft aus der Montagne Sainte-Victoire.

## Das Gebäude
Das Haus wurde von den italienischen Architekten Vittorio Gregotti und Paolo Colao als Aufführungsort für Opern und Konzerte entworfen und ist bestimmt für das internationale Festival d’Aix-en-Provence, finanziert durch die Gemeinschaft Pays d’Aix. Es wurde am 29. Juni 2007 mit Richard Wagners Musikdrama Die Walküre eröffnet. Das Auditorium hat 1366 Plätze, davon 950 im Erdgeschoss.
Seit seiner Eröffnung wird es von Dominique Bluzet geleitet, es werden Tanztheater, Sinfonie-Konzerte oder Kammermusik aufgeführt. Seit 2013 bietet es auch den Rahmen für das Osterfestival von Aix-en-Provence, initiiert vom Geiger Renaud Capuçon und Dominique Bluzet mit Unterstützung der Gruppe Crédit Mutuel.
Die Konstruktion des Theaters federt unerwünschte Schwingungen der in unmittelbarer Nähe gelegenen Eisenbahnlinie ab.
Das Grand Théâtre de Provence war im Dezember 2007 Gastgeber ("Residenz") des Orchestre français des jeunes (Französischen Jugend-Orchesters).